# Серебряная (приток Вороньей)
Серебряная — река в России, протекает по Кольскому району Мурманской области. Впадает в верхнее Серебрянское водохранилище, в акваторию затопленного озера Сылппахкь. Ранее на 58 км впадала в реку Воронья справа. Имела длину 22 км и площадь водосборного бассейна 65,2 км².
Берёт начало из безымянного озера, проходит через ряд водоёмов и порогов. Затем, огибая гору Хирвасная, протекает через озеро Хирвасное и озеро Тамельявр. Ранее также протекала через Сылппахкь, ныне ставшее частью водохранилища.

## Данные водного реестра
По данным государственного водного реестра России относится к Баренцево-Беломорскому бассейновому округу, водохозяйственный участок реки — Воронья от истока до гидроузла Серебрянское 1, включая озеро Ловозеро. Речной бассейн реки — бассейны рек Кольского полуострова, впадает в Баренцево море.
Код объекта в государственном водном реестре — 02010000712101000003806.